# Американская система нотации

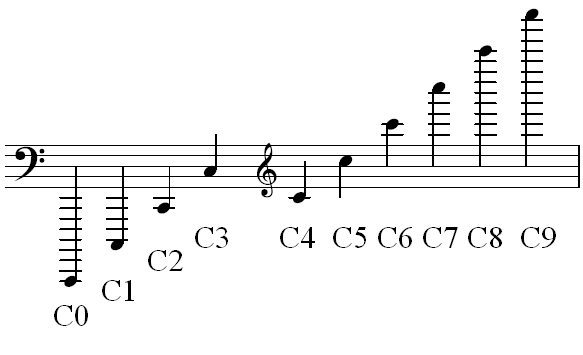
Ноты «до» в разных октавах обозначены американской системой нотации

Американская стандартная система нотации (англ. American Standard Pitch Notation, в США также известна как «научная нотация», англ. Scientific pitch notation сокращённо SPN) — система обозначения нот, предложенная Американским акустическим обществом в 1939 году.
Согласно этой системе все ноты обозначаются буквой латинского алфавита, что обозначает собственно ноту и арабской цифрой, которая обозначает октаву. В отличие от принятой в Европе системы Гельмгольца, эта система ведет нумерацию октав от звука «до» субконтроктавы, что считается самым низким слышимым звуком (16,35 Гц). Другим отличием от европейской буквенной нотации является обозначение ноты си как B, а не как H. Альтерации звуков обозначаются знаками ♯ и ♭ или # и b.
Обозначения основных ступеней звукоряда в американской нотации:
- До — C
- Ре — D
- Ми — E
- Фа — F
- Соль — G
- Ля — A
- Си — B

Американская система нотации используется в MIDI технологиях и музыкальном программном обеспечении. Диапазон MIDI достигает от C-1 до G9, где звук С4 отвечает звуку «до» первой октавы.
Стандартный диапазон фортепиано, записанный американской системой выглядит как A0 — C8.
Хотя scientific pitch notation была первоначально разработана в качестве дополнения к scientific pitch, эти понятия не являются синонимами, и их не следует путать. Scientific pitch является стандартом высоты звука, который определяет конкретные частоты отдельных питчей. Scientific pitch notation касается только того, как названия основного тона записаны нотами, то есть, как они обозначены в печатном и письменном тексте, и по своей сути не указывает фактические частоты.